# Eurytides bellerophon
Espèce
Synonymes
- Papilio bellerophon Dalman, 1823
- Papilio coresilaus Godart, [1824]
- Protesilaus swainsonius Swainson, 1833

Eurytides bellerophon est une espèce de papillons de la famille des Papilionidae, de la sous-famille des Papilioninae et du genre Eurytides.

## Systématique
L'espèce Eurytides bellerophon a été décrite par Johan Wilhelm Dalman en 1823 sous le protonyme de Papilio bellerophon.

## Description
Eurytides bellerophon est un grand papillon au corps jaune rayé de marron, aux ailes de couleur blanche à l'apex un peu pointu avec deux longues fines queues aux postérieures. Les ailes antérieures ont la marge marron, deux lignes marron partant du bord costal et dessinant un « Y » allant à l'angle interne et une troisième très courte. Les postérieures présentent dans la bordure marron des marques bleues et une tache anale rouge.

## Biologie

### Plante hôte
La plante hôte de sa chenille est Guatteria nigrescens.

## Écologie et distribution
Il se rencontre au Brésil, en Bolivie et dans le Nord de l'Argentine.

### Protection
Pas de statut de protection particulier.